# 1921 في إسبانيا
فيما يلي قوائم الأحداث التي وقعت خلال عام 1921 في إسبانيا.

## سياسة

### تعيين في المنصب
- 1 يناير – ميغيل بريمو دي ريفيرا Senator of the Kingdom  [لغات أخرى]‏.
- 14 أغسطس – أنطونيو مورا President of the Council of Ministers ‏.

## مواليد

### يناير
- 1 يناير – خوليو لافونتي مهندس معماري إسباني.[1]
- 20 يناير – تيلمو زارا لاعب كرة قدم إسباني.[2]

### فبراير
- 1 فبراير – فيرناندو غونزاليس فالنسياغا لاعب كرة قدم إسباني.[3]

### سبتمبر
- 6 سبتمبر – كارمن لافوريت مؤلفة إسبانية.[4]
- 29 سبتمبر – فرانسيسكو كالفيت لاعب كرة قدم إسباني.

## وفيات

### مارس
- 8 مارس – ادواردو داتو (مواليد 1856) سياسي إسباني.

### مايو
- 12 مايو – إميليا باردو باثان (مواليد 1851)[5]

### نوفمبر
- 1 نوفمبر – فرانثيسكو براديا (مواليد 1848) رسام إسباني.